# Pajduško horo
Pajduško horo o Pajduško oro (in bulgaro Пайдушко хоро?, Pajduško horo, in macedone Пајдушко оро?, Pajduško oro, in turco Payduşka Dansı) è un ballo tradizionale dei Balcani in 5 tempi divisi in 2 unità veloci e 3 lente. In Bulgaria, fa parte della tradizione delle regioni settentrionali.
Come in molti balli tradizionali dei Balcani, ogni regione o anche ogni paese hanno una versione particolare del ballo.
Tradizionalmente è un ballo maschile, ma oggi è anche ballato da donne.
La danza in Macedonia del Nord è anche conosciuta come la "danza ubriaca" e si crede sia stata portata dalla Turchia, centinaia di anni fa nei primi tempi dell'occupazione ottomana della Macedonia.
La danza viene ballata anche in Turchia, in particolare da turchi di discendenza macedone.